# Jonathan Sagall
Jonathan Sagall (Toronto, 23 de abril de 1959) é um ator canadense-israelense, nascido de pais judeus. Muitos membros da sua família foram sobreviventes do Holocausto que imigraram para Israel e depois para o Canadá.
A família dele não ficou no Canadá por muito tempo, com breves estadas em Hollywood e Londres, antes de finalmente mudar-se para Haifa, Israel, quando Jonathan tinha onze anos. Com 17 anos, fez uma aparição no filme cult israelite Eskimo Limon de 1978 e participou nesta série de filmes até 1984.
Ele é mais conhecido pelo público americano como Poldek Pfefferberg, o judeu polaco que atuava no mercado negro no filme Schindler's List.
Seguido por dois curtas-metragens, fez sua estréia como protagonista no filme Urban Feel (Kesher Ir, 1999). Ela atualmente reside em Tel Aviv e é um dos atores do drama da televisão palestiniana, "The Place".